# Сё сёги
Сё сёги (яп. 小将棋, «маленькие шахматы») — вариант сёги (японских шахмат) XVI века.

## Описание
Сё сёги считаются непосредственным предшественником современных сёги. В сё сёги играли на доске 9 × 9 с той же начальной расстановкой, что и в современных сёги, за исключением того, что перед королём стояла дополнительная фигура «пьяный слон», который мог превратится в «принца», становясь фактически вторым королём. Также отсутствовало правило сброса (возвращение в игру на своей стороне) взятых фигур противника. Хотя размер 9 × 9 по нынешним временам не является «маленьким», он был меньше, чем другие распространённые в то время варианты сёги — тю сёги (12 × 12) и дай сёги (15 × 15). Согласно Сёги Дзусики, «пьяный слон» был убран императором Го-Нара (годы правления 1526—1557), и предполагается, что правило сброса было введено примерно тогда же, практически завершив формирование классические современные сёги.